# Morchain
Morchain település Franciaországban, Somme megyében. Lakosainak száma 359 fő (2022. január 1.). Morchain Béthencourt-sur-Somme, Épénancourt, Licourt, Mesnil-Saint-Nicaise, Pargny és Potte községekkel határos.

## Népesség
A település népességének változása:
| Lakosok száma | 322  | 342  | 358  | 352  | 350  | 347  | 345  | 348  | 359  |
|               | 2013 | 2015 | 2016 | 2017 | 2018 | 2019 | 2020 | 2021 | 2022 |